# Margarida Lopes de Almeida
Margarida Lopes de Almeida, também conhecida como Margarida Lopes e Margarida Fortunata de Almeida, (Rio de Janeiro, 7 de abril de 1896 - Rio de Janeiro, 20 de junho de 1983) foi uma declamadora, poetisa e escultora brasileira. Era considerada uma declamadora exímia, fundadora da nova escola de declamação no Brasil, sendo conhecida no país como "A Moça que Apregoa Versos" e a "Arquimilionária da Poesia". Era filha da escritora, romancista e abolicionista Júlia Lopes de Almeida, e do poeta Filinto de Almeida, e irmã do também poeta Afonso Lopes de Almeida e de Albano Lopes de Almeida.

## Biografia
Margarida nasceu a 7 de abril de 1896, na rua Aprazível do bairro de Santa Teresa, da cidade do Rio de Janeiro, filha da romancista Júlia Lopes de Almeida e do poeta Filinto de Almeida, fundadores da Academia Brasileira de Letras. Estudou na escola de Paula Macedo, no mesmo bairro, também ela escritora sob o pseudônimo Lia de Santa Clara. Nascida numa família muito ligada às artes, desde a infância que esteve em contacto com a poesia, sendo visitas frequentes da família nomes como Olavo Bilac, Raimundo Correia, Alberto de Oliveira, João do Rio, e Artur de Azevedo.
Morreu em 1979, no Hospital da Ordem do Carmo, vítima de uma insuficiência respiratória aguda.

## Declamação
Apresentou-se ao público ainda em criança, declamando poemas durante uma conferência, e participando com frequência nos saraus literários do salão do Jornal do Commercio, e na Escola Nacional de Belas-Artes.
Foi a primeira artista a se apresentar ao público para fazer um espetáculo unicamente de declamação, estreando no Rio de Janeiro em 1921.
Era considerada declamadora exímia, fundadora da nova escola de declamação no Brasil.

## Escultura

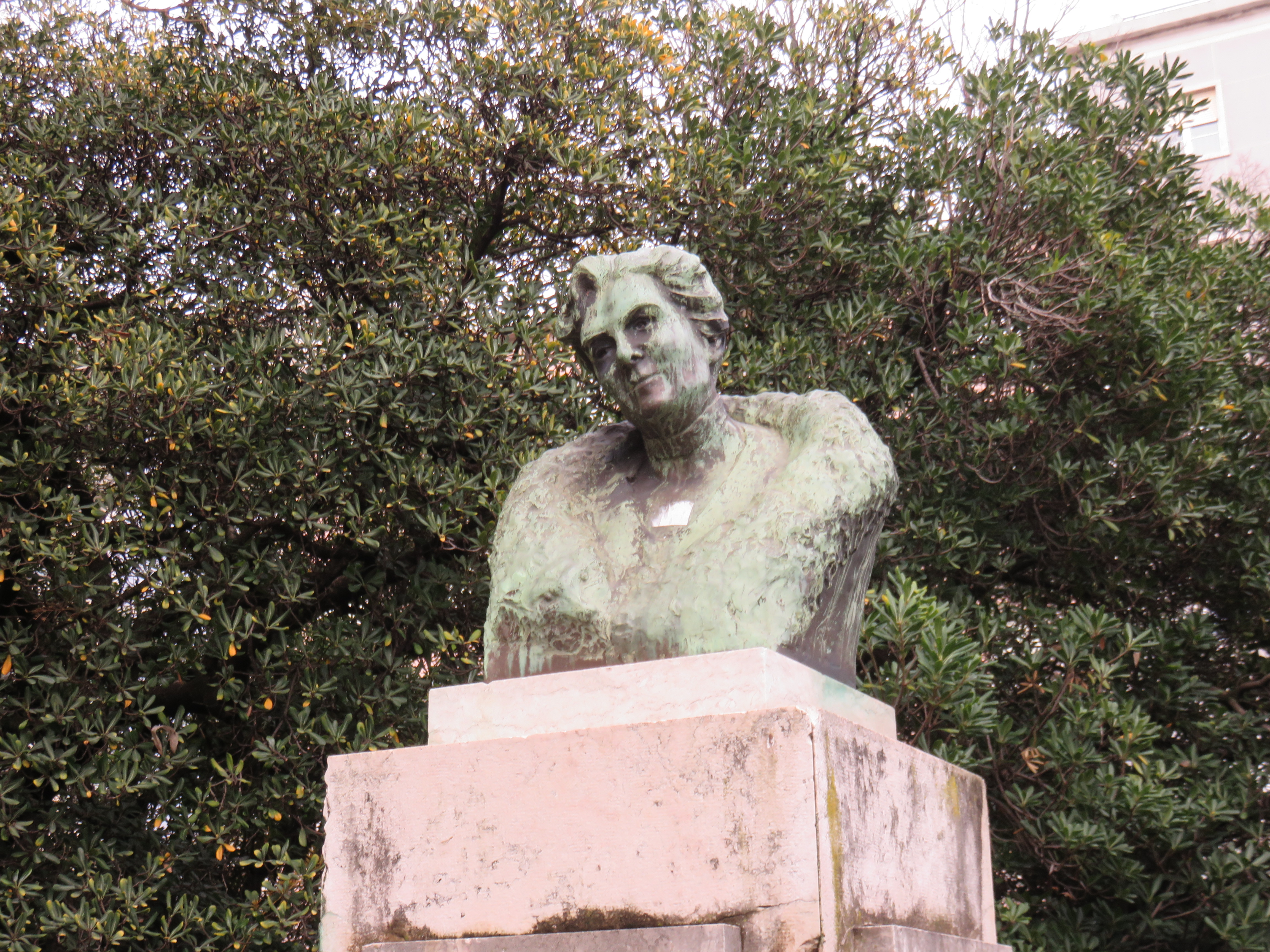
Busto em bronze de Júlia Lopes de Almeida, em Lisboa, executado por Margarida em 1939.

Entre outros trabalhos, Margarida Lopes de Almeida é autora do busto de Júlia Lopes de Almeida, executado em 1939 em bronze sobre pedestal de pedra, oferecido pelas mulheres brasileiras às portuguesas, inaugurado em 28 de março de 1953 no Jardim Gomes Amorim, localizado na Praceta da Avenida António José de Almeida, em Lisboa, Portugal,, escultura homónima era exposta no Passeio Público do Rio de Janeiro; e da escultura em bronze "Creoula", de 1940, parte do acervo do Museu Nacional de Belas Artes.

## Passagens por Portugal
Em 1927, esteve no Funchal, na ilha da Madeira, onde deu um recital no Teatro Arriaga, atual Teatro Municipal Baltazar Dias.

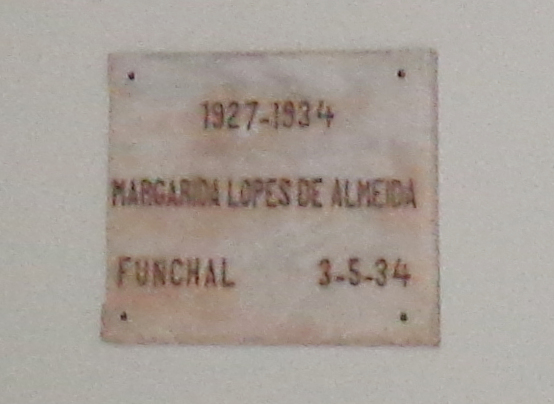
Placa no Teatro Municipal Baltazar Dias homenageando Margarida Lopes de Almeida aquando da sua passagem pelo Funchal em abril de 1934.

Em dezembro de 1933, referida como insigne diseur e escultora brasileira, chegou a Lisboa, a bordo do vapor Bagé, em trânsito para Paris.
A 22 de abril de 1934, chegou ao Funchal, a bordo do vapor Madrid, vinda de Lisboa e a caminho de Paris, ficando hospedada no Savoy Hotel.  Realizou dois recitais no Teatro Municipal, com interpretações de poetas portugueses, brasileiros, espanhóis e franceses, tendo, no intervalo do segundo recital, sido descerrada uma lápide comemorativa comemorando a sua passagem pelo Teatro Municipal, com discurso do então governador civil do Funchal, António Caldeira Coelho.
Em 7 de abril de 1946, voltou a passar pelo Funchal, a bordo do Serpa Pinto, vinda de Lisboa em missão especial do Ministério das Relações Exteriores do Brasil.
Chegou novamente no Funchal, a 2 de novembro de 1952, a bordo do navio Vera Cruz, partindo para Lisboa no Serpa Pinto a 9 do mesmo mês. Aí atua no Teatro São Luís, antes de seguir em tourné pela Europa.
Em abril de 1961 actuou no Teatro D. Maria II, em Lisboa, vinda de uma tourné por Angola e Moçambique 

## Homenagens
O escultor franco-polonês Paul Landowski usou as mãos da poeta Margarida Lopes de Almeida como modelo para as mãos da estátua do Cristo Redentor, inaugurada dia 12 de outubro de 1931 no Rio de Janeiro.

Em 19 de fevereiro de 1934, foi agraciada em Portugal com o grau de Oficial da Ordem Militar de Sant'Iago da Espada. Em março do mesmo ano, foi descerrada uma placa em mármore no salão nobre do Teatro Municipal Baltazar Dias, em sua homenagem e comemorando a sua passagem pelo Funchal.